# Babe I'm Gonna Leave You
Babe I'm Gonna Leave You is een lied dat werd geschreven door Anne Bredon en waarmee Joan Baez in 1962 een eerste hit had. Een cover leverde in 1968 een eerste hit op voor Led Zeppelin.

## Joan Baez versie
Babe I'm Gonna Leave You is een folklied dat eind jaren '50 geschreven is door de Amerikaanse zangeres Anne Bredon (geb. Anne Loeb, 1930). Haar landgenote Joan Baez nam het nummer op en in 1962 verscheen het op haar album “Joan Baez in Concert”.

## Led Zeppelin versie
De Engelse rockband Led Zeppelin nam het in oktober 1968 op voor hun, in januari 1969 uitgebrachte, debuutalbum Led Zeppelin. De versie van het nummer is een cover van de Joan Baez versie uit 1962. Gitarist Jimmy Page en zanger Robert Plant waren beiden fans van de zangeres. Het nummer werd in eerste instantie toegeschreven aan Page. Veel later, in de jaren ‘80 van de vorige eeuw, werd Anne Bredon geattendeerd op dit feit en vanaf 1990 werd het nummer toegeschreven aan Bredon, Page en Plant. Ook kreeg Bredon een substantieel bedrag aan verloren gegane royalty's uitbetaald.
Jimmy Page speelde het nummer toen hij en Robert Plant elkaar voor het eerst ontmoetten in juli 1968. In het boek “Stairway to Heaven: Led Zeppelin Uncensored”, (augustus 1992, uitgeverij HarperCollins) van oud-tourmanager van de band Richard Cole, wordt beweerd dat de gitaarsolo die in het nummer te horen is door Plant gearrangeerd is. In 1998 echter ontkende Page dit feit en zei in een interview met “Guitar World magazine” dat hij het arrangement had geschreven in de tijd dat hij nog actief was als studiomuzikant en Plant dus nog nooit ontmoet had.
Citaat Page:

I used to do the song in the days of sitting in the darkness playing my six-string behind Marianne Faithfull.

Jimmy Page zou het nummer eerder in 1968 ook opgenomen hebben met Steve Winwood maar die versie is nooit uitgebracht. De gitaarriff waarvan Led Zeppelin zich bediende in dit nummer (2:26 en 4:33) lijkt later terug te keren bij de intro van 25 or 6 to 4 van Chicago.

## Live-uitvoeringen
- Tijdens live optredens in 1968 (vanaf september).
- Tijdens live optredens in 1969
- Tijdens een live optreden voor de Deense radio in maart 1969. Dit optreden is destijds ook verfilmd en uitgezonden op de Deense TV.
- Tijdens een reünieconcert van Page and Plant in 1998.

## Robert Plant versies
Robert Plant voerde het nummer vaak uit tijdens zijn solo-optredens en met zijn band “Strange Sensation” (2001-2007). Ook met zijn, in 2012 opgerichte, band “the Sensational Space Shifters” wordt het nummer regelmatig live uitgevoerd.

## Cover-versies
Babe I’m Gonna Leave You is, naast Led Zeppelin, door diverse artiesten gecoverd. De bekendste zijn:

| Artiest                       | Album                                                        | Jaar |
| ----------------------------- | ------------------------------------------------------------ | ---- |
| Barbara Müller                | Double Premiere                                              | 1964 |
| The Plebs                     | Single                                                       | 1964 |
| The Association               | Single                                                       | 1965 |
| Mark Wynter                   | Single                                                       | 1965 |
| Quicksilver Messenger Service | Live At The Avalon Ballroom                                  | 1966 |
| The Glass Menagerie           | Single                                                       | 1970 |
| PYG                           | Single                                                       | 1971 |
| Air Balloon                   | Single                                                       | 1995 |
| Great White                   | Promo Single                                                 | 1996 |
| Dash                          | Single                                                       | 2003 |
| The PQM Project               | Single                                                       | 2006 |
| Vanilla Fudge                 | Out Through the In Door                                      | 2007 |
| P!nk                          | Live-uitvoering                                              | 2009 |
| Doro                          | The Music Remains The Same (A Metal Tribute To Led Zeppelin) | 2002 |
| Miley Cyrus                   | Live-uitvoering                                              | 2014 |
| Beth Hart                     | A Tribute To Led Zeppelin                                    | 2022 |